# Производителност (компютри)
Производителност (изчислителна мощност, на английски: computer performance ) при компютрите е количествена характеристика за скоростта на изпълнение на определени операции. Тъй като съвременните компютри са изградени от интегрални схеми, синоним на понятието е бързодействие на интегралните схеми. Определя се от времената на превключване и продължителността на фронтовете на изходните сигнали. Бързодействието на логическите елементи е максимално, когато на всички входове се подават едновременно управляващи сигнали. В противен случай се увеличава влиянието на паразитните капацитети.
Бързодействието е много важно за процесора в компютъра, колкото то е по-голямо, толкова той е по-производителен.
Друг свързан термин е този за мрежовата мощност, който описва изчислителната мощност в цялост на компютри в мрежа и общата им максимална производителност (при стандартно ниво на ресурсите), както и работата на другите устройства, включени в мрежата.

## Аспекти на производителността
- Потенциал за работа, състояния на on, wait, off и други (на английски: availability, което е донякъде потребителски термин)
- ping time (само за системни администратори) (на английски: response time, което е потребителски термин, тъй като тук ping time-а се изчислява чрез алтернативни методи)
- процесорна мощ (или производителност на процесора)
- капацитет на мрежата
- собствена и внесена производителност (второто се отнася до спомагателните мрежи, помощни мрежи, които обаче могат да „внесат“ чужда производителност или дори да практикуват обмен на производителността)

## Подобряване на производителността
Подобряването на производителността е свързано с нива на производителност, които са общоизвестни, като понякога са свързани със стандарти, които са налични или известни, или с още нестандартизирани нива на производителност.

## Видима производителност спрямо реална производителността
Много често особено в САЩ под производителност се разбира видимата производителност на „налично и функционално устройство, с инсталиран функционален софтуер“, това обаче изобщо не включва измерване на изчислителната мощ, която има надграждаща производителност на тази на „наличността“ на дадени машини и устройства.

## Инженеринг на производителността
Инженеринг на производителността, съответно на компютърната производителност и мрежовата производителност са теми в софтуерното инженерство и съответно системно административното инженерство. Тук те могат да бъдат правени професионално, като се използват професионално стандартантизирани алгоритми, измервания, междууниверситетска и междуинституционална свързаност, която да осигури тези. Това е свързано и с теми като оптимизация на електрониката и компютърна оптимизация.

## Алтернативни идеи
В Германия например използват измерватели като мрежови отдалечени Instructions per Cycle (IPC), Instruktionen pro Sekunde, макар че или пък near distance Frames per second представлява известен интерес.
В действителност реалността е clock cycles per instruction при процесора. Особено когато става дума за сложни инструкции, тези cycles може да се измерват и в ms, но това е правилният термин.